# Moss-Man
Moss-Man, izmišljeni lik iz Mattelove franšize Gospodari svemira. Zeleno je božansko stvorenje koje živi u Vječnozelenoj šumi kao njen zaštitnik, brinući se ujedno o biljkama i životinjama. Njegovo tijelo je obraslo mahovinom, koja mu daje karakterističan miris i zelenu boju. Ima moć komunikacije s biljkama i životinjama, a može se i kamuflirati u prirodi. Član je Herojskih ratnika.

## Povijest lika
Moss-Man je drevno božansko biće koje služi kao zaštitnik Vječnozelene šume i bdije nad njenim biljkama i životinjama. Živi u harmoniji s prirodom i protivi se svakoj zlouporabi i uništenju prirodne vegetacije. Na strani je dobra te je član Herojskih ratnika koje predvodi He-Man, najmoćniji čovjk u svemiru i zaštitnik Eternije.

## Originalni mini stripoviGospodari svemira
Prvi put se pojavio kao lik 1985. godine u mini stripu "Smrad zla" (The Stench of Evil) u kojem mu je prikazan kao zaštitnik mirisne i zdrave prirode. Glavni protivnik mu je Stinkor, smrdljivi mutirani tvor koji raspršuje neugodan smrad oko sebe. Kasnije mu je kao glavni protivnik pridodan Evil Seed.

## Televizijska adaptacija lika

### He-Man i Gospodari svemira (1983. - 1985.)
Budući da je proizvodnja akcijske igračke s likom Moss-Mana započela tek 1985. godine, kada se Filmationova originalna animirana serija bližila svom kraju, lik Moss-Mana se pojavljuje u svega dvije epizode. U prvoj se pojavljuje kao špijun koji ima sposobnost stopiti se s prirodnim okolišem, a u drugoj je prikazan sa sposobnostima pretvaranja ruku u lozu kako bi pomogao drugima. Osim toga, prikazana je i njegova sposobnost komuniciranja s biljkama.

### He-Man i She-Ra: Božićno izdanje (1985.)
Moss-Man se pojavljuje u Božićnom izdanju samo u cameo ulozi, kao jedan od Herojskih ratnika u pozadini dvorane u kraljevskoj palači Eternosa gdje se priprema doček Božića.

### He-Man i Gospodari svemira (2002. - 2003.)
Pojavljuje se i u animiranoj seriji u produkciji Mike Young Productionsa, gdje je prikazan kao jedno od najmoćnijih bića na Eterniji, možda čak moćniji od samog He-Mana. U jednoj od epizoda pomaže Orku u njegovom vrtu, a glavni protivnik u toj epizodu mu je Evil Seed, koji želi uz pomoć biljaka zagospodariti čitavom planetom.

### Gospodari svemira: Otkriće (2021. - ....)
U Netflixovoj animiranoj seriji, Moss-Man je pokušao zaštiti dvorac Siva Lubanja od Skeletora. Čak se preobrazio u divovsku priliku, ali Skeletor ga je porazio pomoću Štapa Uništenja te ga spalio. Poslije smrti je otišao u eternijski raj zvan Preternija gdje se stopio sa šumom i ostalom prirodom te se samo povremeno pojavljuje u humanoidnom obliku.

## Sposobnosti, oružje i moći
Može se pretvoriti u bilo koju biljku i kamuflirati se kako bi bio skriven neprijateljima. Može mijenjati i veličinu svog obličja i ujedno komunicirati s biljkama i ostalom vegetacijom.

## Vanjske poveznice
- Moss Man - he-man.fandom.com (engl.)
- Moss Man (TV serija, 2002.) - he-man.fandom.com (engl.)
- - Moss-Man (TV serija, 2021.) - he-man.fandom.com (engl.)